# Гай Юлій Цезар II
Гай Юлій Цезар II (*Gaius Julius Caesar II, прибл. 170 до н. е. —після 130  до н. е.) — політичний діяч Римської республіки.

## Життєпис
Походив з патрциіанського роду Юліїв. Син Гая Юлія Цезара, претора 166 року до н. е. Дід диктатора Гая Юлія Цезара. Внаслідок відсутності значних статків не міг балатуватися на державні магістратури. Щоб допомогти синам з кар'єрою зважився на незвичайний на той час крок для патриція — породичатися з homo novus Гаєм Марієм. Це надало до того мало впливовій родині статки та політичну підтримку впливового політика. Завдяки цьому сини Гая Цезаря зробити чудову кар'єру. Відомо, що помер в Пізі, коли одягав сандалії.

## Родина
Дружина — Марція Рекс
Діти:
- Гай Юлій Цезар, претор 92 року до н. е.
- Секст Юлій Цезар, консул 91 року до н. е.
- Юлія Цезаріс, дружина Гая Марія